# 高雄市立海青高級工商職業學校
高雄市立海青高級工商職業學校，簡稱海青工商、HCVS，為海軍子弟學校改制，為一所位於高雄市左營區的市立高職，並以設計類科聞名，有「北復興，南海青」之稱。

## 校史
- 該校前身為「南京市海軍青年子弟學校」（簡稱「海軍子弟學校」），由前海軍總司令桂永清上將創辦於南京。
- 1949年，海軍眷屬遷台，為便利子弟就學，組成海軍子弟學校董事會，由小學（今高雄市左營區永清國民小學）至初中先後成立。
- 1951年，命名為「海青初級中學」。
- 1968年，政府實施九年國教，該校被徵用為代用國中。
- 1972年，奉准擴辦高中。
- 1973年，增設高級工商職業科。
- 1974年，增設高職夜間部。
- 1979年，改制為「私立海青高級工商職業學校」，並附設高級工商職業進修補習學校。
- 1981年8月1日起，由高雄市政府接辦，改制為「高雄市立海青高級工商職業學校」。

## 歷任校長
| 任別 | 任期                   | 姓名   | 備註                 |
| ---- | ---------------------- | ------ | -------------------- |
| 1    | 辦海軍子弟學校於南京   | 桂永清 |                      |
| 2    | 1949年 － 1968年       | 安世琪 |                      |
| 3    | 1968年 － 1981年       | 楊渤   |                      |
| 4    | 1981年 － 1991年       | 林顯茂 | 改制市立後第一任校長 |
| 5    | 1991年 － 1995年       | 謝重光 |                      |
| 6    | 1995年 － 2003年       | 薛玲桂 |                      |
| 7    | 2003年 － 2008年       | 周忠信 |                      |
| 代理 | 2009年 － 2009年       | 張坤錄 |                      |
| 8    | 2009年 － 2017年8月    | 趙豐成 |                      |
| 9    | 2017年8月 － 2024年7月 | 馬德強 |                      |
| 10   | 2024年8月 － 現任      | 黃珮玉 |                      |

## 校友
- 曹仕翰：電影導演。
- 東明相：電影《練習曲》男主角。
- 馮素蘭：港都電台DJ。
- 許淑淨：2016年里約奧運女子舉重53公斤級金牌得主。
- 林全：前行政院院長、前財政部部長。
- 陳鎮湘：陸軍總司令、國防大學校長。

## 外部連結
- 高雄市海青高級工商職業學校

https://uniform.wingzero.tw/school/intro/tw/461 （页面存档备份，存于）